# Çufut Qale
Çufut Qale es un fortín y monumento nacional ubicado en el raión de Bajchisarái, Crimea.

## Historia
Este castillo data de los siglos VI y XII. El gobernante de Horda de Oro, Toqtamish, habitó alguna vez este fortín tras ser derrotado en los años 1390.
El castillo Çufut Qale se encuentra en su gran mayoría en ruinas. En el oeste, en una parte de la ciudad antigua, algunas zonas de la fortaleza se encuentran en estado de conservación, así como las ruinas de una mezquita y un mausoleo que fueron construidos en 1437 por la hija de Kan Toqtamish, Dschanyke-Chanym. También se pueden observar un par de sinagogas caraítas y dos edificios de una finca. En la parte de la finca, se encuentra una exposición creada para informar sobre la cultura de los caraítas.